# 牧野信成 (関宿藩主)
牧野 信成（まきの のぶしげ、1578年（天正6年） - 1650年5月11日（慶安3年4月11日））は、戦国武将、江戸時代前期の大名。武蔵石戸藩主、下総関宿藩初代藩主。丹後田辺藩牧野家初代。

## 生涯
牧野半右衛門康成の三男。母は小笠原安次の娘。牛久保城主牧野氏の寄騎であった牧野山城守の直系子孫である。正室は鳥居忠政の養女（土岐定政の娘）、継室は生駒満正の娘。子に牧野親成（次男）、牧野尹成（三男）、小笠原吉政（五男）、牧野永成（六男）、牧野富成（八男）、牧野直成（九男）、村越直成（十男）、娘（小浜嘉隆正室）、娘（阿部正能正室）、娘（細川興隆正室）、娘（毛利高直正室のち大久保忠兼正室）ら。官位は豊前守。
牧野康成は、牛久保牧野氏が駿河・遠江の戦国大名今川氏を見限って岡崎城主の徳川家康（松平氏）に臣従することをためらっていた時期に、いち早く家康と内通して、内部からの切り崩しを行ったと推察される。国人領主牧野氏の庶流の一つに過ぎなかった牧野山城守定成・康成・信成の3代は、こうして家康の信任を得て、やがて譜代大名に上り詰めた。慶長4年（1599年）、康成の死去により信成が家督を継ぐ。この康成は、第二次上田合戦に参加して牛久保城主から大胡城主となった牧野右馬允康成とはまったく別人であり、混同されないように、康成・信成の系統は牧野山城守の一族と注釈して説明されることが多い。所領は武蔵国足立郡石戸にあった。石戸領は、現在の埼玉県上尾市北西部から鴻巣市南西部にかけての地域で、領内の川田谷（現在の桶川市川田谷）に陣屋が置かれた。
慶長5年（1600年）の関ヶ原の戦いでは徳川家康に従って本戦に参加する。その後は徳川秀忠に仕え、慶長11年（1606年）には大番頭、慶長15年（1610年）には小姓組の番頭となった。慶長19年（1614年）には御書院番頭となる。同年冬からの大坂冬の陣では伏見城の守備、翌年の夏の陣では大坂城攻めに参加し、大砲で大坂城の櫓を破壊するという功績を挙げた。寛永3年（1626年）、2000石を加増される。
寛永9年（1632年）、徳川忠長が流罪とされた高崎城へ赴き、その監査を行なった。寛永10年（1633年）、4000石加増され、合計1万石の大名となる。正保元年（1644年）、下総関宿1万7000石に加増移封された。正保4年（1647年）、病のため次男の親成に家督を譲って隠居し、慶安3年（1650年）4月11日に73歳で死去した。法名は性誉哲心知見院。墓地は埼玉県鴻巣市本町の勝願寺。